# Cathay Williams
Cathay Williams (septiembre de 1844-1893) fue una mujer estadounidense que se alistó en el Ejército de los Estados Unidos bajo el nombre de William Cathay. Fue la primera mujer afroamericana alistada, y la única documentada, que sirvió en el Ejército de los Estados Unidos disfrazada de hombre.

## Primeros años
Williams nació en Independence, Misuri. Era hija de un hombre negro libre y una mujer negra esclava, siendo por tanto su estado legal también la esclavitud. Durante su adolescencia, Williams trabajó como esclava doméstica en la casa de la plantación Johnson en las afueras de Jefferson City, Misuri. En 1861 las fuerzas de la Unión ocuparon Jefferson al iniciarse la guerra de Secesión. En ese momento, los esclavos capturados fueron oficialmente considerados por la Unión como "contrabando" y muchas mujeres fueron obligadas a servir en puestos de apoyo militar como cocineras, lavanderas, o enfermeras. Williams, de diecisiete años, sirvió en el 8.º Regimiento Voluntario de Infantería de Indiana, mandado por el coronel William Plummer Benton.

## Guerra civil americana
Durante los siguientes años, Williams viajó con el 8.ª de Indiana, acompañando a los soldados en sus marchas a través de Arkansas, Luisiana y Georgia. Cathay Williams estuvo presente en la batalla de Pea Ridge y en la campaña del Río Rojo. Durante un tiempo fue transferida a Litle Rock, donde vería hombres afroamericanos sirviendo como soldados, lo cual le pudo haber inspirado su propio interés en el servicio militar. Más tarde, Williams fue transferida a Washington D. C., donde sirvió a las órdenes del general Philip Sheridan. Cuándo la guerra terminó, Williams estaba trabajando en Jefferson Barracks.

## Servicio en el Ejército de los EE. UU.
A pesar de la prohibición del servicio femenino en el ejército, Cathay Williams se alistó en el Ejército Regular de los Estados Unidos disfrazada de hombre y bajo el nombre falso de "William Cathay" el 15 de noviembre de 1866 en St. Louis, Misuri para un periodo de tres años. Fue asignada al Regimiento 38.ª de Infantería de los Estados Unidos después de pasar un examen médico superficial. Sólo otras dos personas conocían el engaño, su primo y un amigo, ambos soldados en el mismo regimiento.
Poco después de su alistamiento, Williams contrajo viruela, fue hospitalizada y se reincorporó a su unidad, que entonces se encontraba acuartelada en Nuevo México. Posiblemente debido a las secuelas de la viruela, el calor de Nuevo México, o los efectos acumulados de tantos años de marcha, su cuerpo empezó a mostrar señales de tensión. Fue hospitalizada con frecuencia. El cirujano de correos finalmente descubrió que era una mujer e informó al comandante. Fue licenciada del Ejército por su comandante, el capitán Charles E. Clarke el 14 de octubre de 1868.

## Años posteriores al servicio militar
Cathay Williams se fue a trabajar como cocinera en Fort Unión, Nuevo México, y más tarde se trasladó a Pueblo, Colorado. Williams se casó, pero el enlace terminó de forma desastrosa cuando su marido robó su dinero y un equipo de caballos. Williams lo hizo arrestar. Luego se mudó a Trinidad, Colorado, donde vivió como costurera. También pudo haber sido propietaria de una pensión. Fue por entonces que la historia de Williams se hizo pública. Un reportero de St. Louis oyó rumores sobre una mujer afroamericana que había servido en el ejército, y fue a entrevistarla. Su vida y servicio militar salió en el St. Louis Daily Times el 2 de enero de 1876.

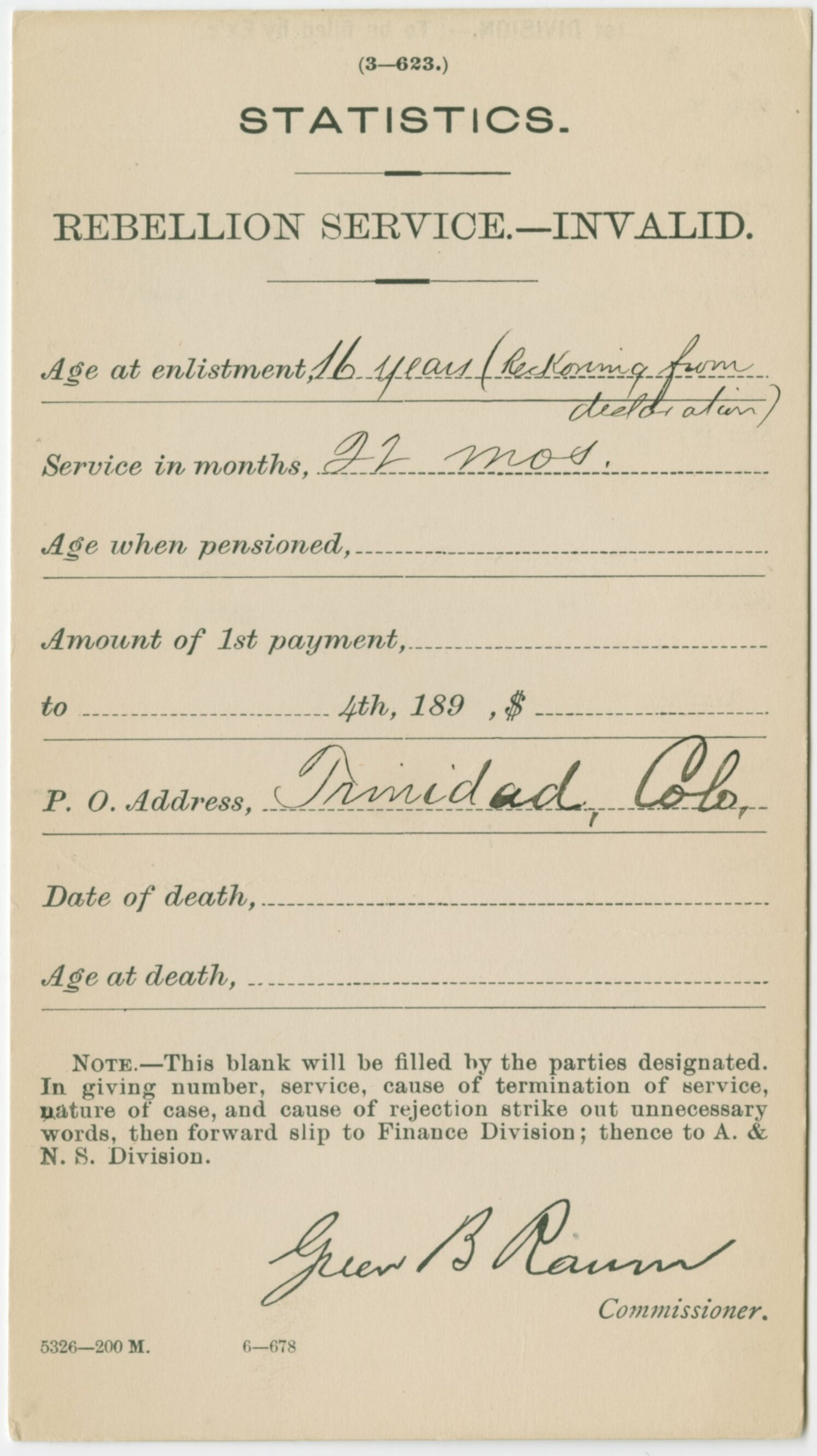
Registros de Pensión del Ejército de EE. UU. para Cathay Williams.

A finales de 1889 o principios de 1890, Cathay Williams ingresó en un hospital local donde permaneció algún tiempo, y en junio de 1891, solicitó una pensión de incapacidad basada en su servicio en el ejército norteamericano. La naturaleza de su enfermedad y la discapacidad se desconocen. Existían ya precedentes en conceder una pensión a mujeres soldado. Deborah Sampson en 1816, Anna Maria Lane y Mary Hayes McCauley (más conocida como Molly Pitcher) habían recibido pensiones por su servicio en la guerra de Independencia de los Estados Unidos.

## Salud decreciente y muerte
En septiembre de 1893, un doctor empleado por el Servicio de Pensiones de los EE. UU. examinó a Cathay Williams. A pesar de que sufría de neuralgia y diabetes, le habían amputado todos los dedos de los pies, y solo podía caminar con muletas, el médico decidió que no tenía derecho a ninguna pensión  por discapacidad y su solicitud fue rechazada.
Se desconoce la fecha exacta de su muerte, pero se supone que murió poco después de que se le negara la pensión, probablemente en algún momento de 1893. Su lápida sencilla de madera se deterioró pronto. Por ello, se ha perdido el lugar de su sepultura.

## Honores
En 2016, un busto de bronce de Cathay Williams y una placa con su historia rodeado por un pequeño jardín de rosas, fue desvelado en el exterior del Richard Allen Cultural Center en Leavenworth, Kansas.
En 2018, se inauguró un banco monumento en honor a Cathay Williams en el paseo de honor en el Museo Nacional de Infantería.